# Igreja da Santa Casa da Misericórdia de Almodôvar
A Igreja da Santa Casa da Misericórdia de Almodôvar é um monumento religioso na vila de Almodôvar, na região do Alentejo, em Portugal.

## Descrição
A igreja situa-se na Praça da República. Integra-se principalmente no estilo chão, com uma grande sobriedade do ponto de vista arquitectónico, contando com alguns elementos maneiristas, barrocos e neoclássicos. Apresenta uma configuração paralela, com as várias dependências da igreja anexadas aos seus alçados laterais, mantendo o mesmo eixo organizativo no interior, conceito que também é vísível noutras igrejas da misericórdia um pouco por todo o país, incluindo as de Aljustrel, Aljezur e Alcantarilha. No exterior, são de especial interesse os portais, no estilo maneirista, e que demonstram uma forte influência clássica. O portal lateral é mais elaborado do que o axial, o que pode simbolizar uma maior importância por parte desta do que a principal, e levanta dúvidas sobre qual seria primitivamente a principal. Com efeito, a face lateral tem uma maior visibilidade e implantação do ponto de vista urbano, estando virada para a Praça da República, sendo também ali que se encontra um dos elementos mais destacados da igreja, a capela do Senhor do Calvário. Esta é de grandes dimensões, constituindo um passo, sendo um exemplo da forte devoção que as misericórdias possuíam pelas cenas da paixão de Cristo. A capela está destacada em relação ao corpo da igreja, e termina numa cornija curva, com pináculos, sendo o interior visível a partir de grandes portadas com vidraça.
No interior, um dos principais elementos é o retábulo barroco seiscentista, ornamentado com talha dourada, e coroado pelo escudo real. As paredes estão revestidas com pinturas murais e estuques oitocentistas, de temática neoclássica, com molduras em tons marmoreados e a presença de figuras clássicas, como grutescos, urnas e grinaldas.

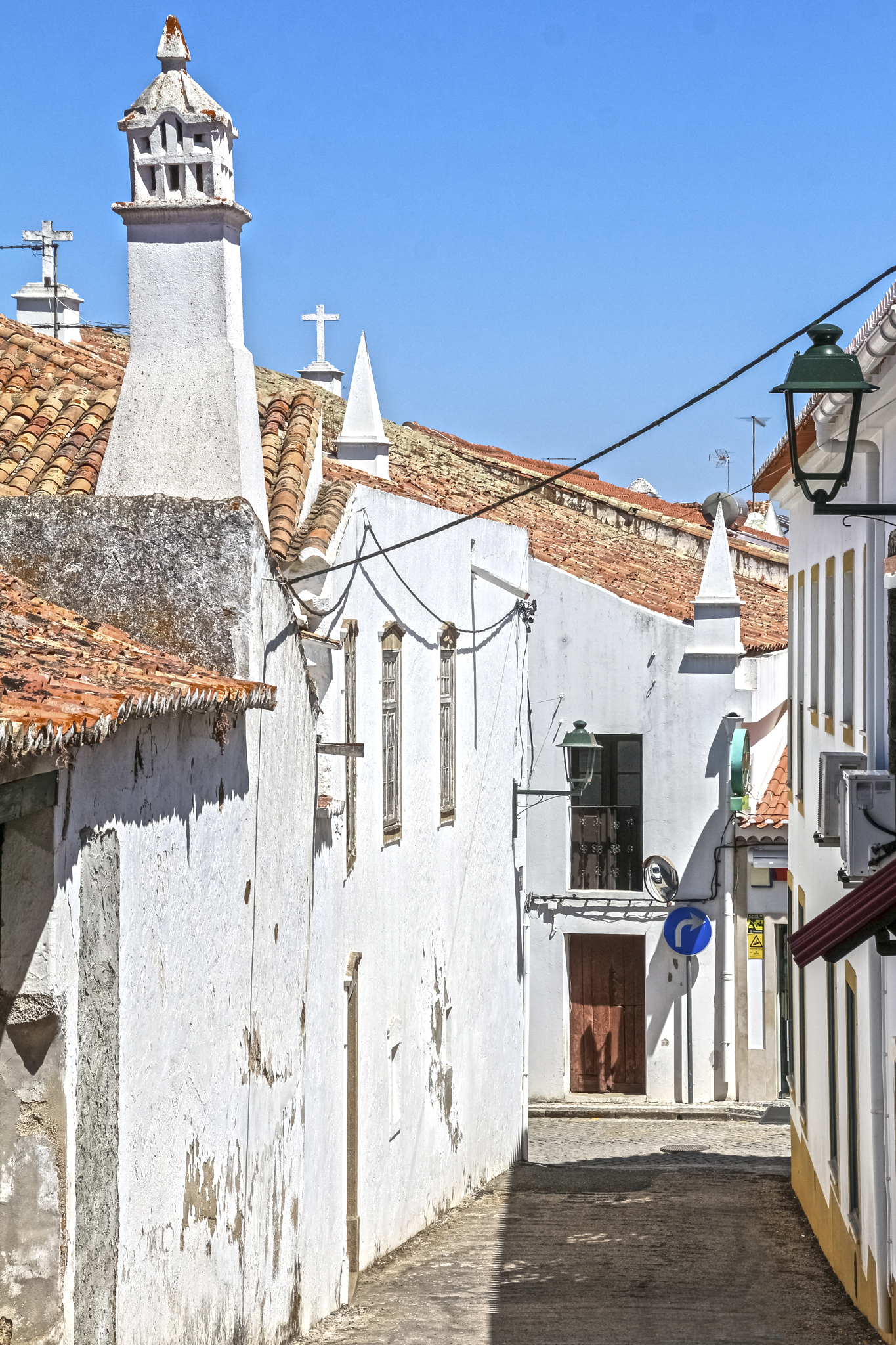
Travessa do Forno em 2022, vendo-se ao fundo a igreja, com um pináculo de forma piramidal.

## História
A igreja foi construída no século XVI, pela Irmandade da Santa Casa da Misericórdia. O retábulo foi executado na segunda metade do século XVII, e em 1810 foram elaborados os estuques e pinturas murais no interior do santuário. O passo lateral terá sido instalado provavelmente no século XVIII.
Em 1980, Severo Portela Júnior foi responsável pelos trabalhos de restauro do painel, no fundo da capela do Senhor no Calvário.